# Чемпионат Европы по летнему биатлону 2013

Эмблема турнира

Открытый чемпионат Европы по летнему биатлону 2013 прошёл в эстонской Хааньи с 2 по 4 августа 2013 года. Было разыграно 10 комплектов медалей (5 — взрослые и 5 — юниоры).

## Расписание
| Дата           | Время (UTC+3) | Гонка                              | Категория участников |
| -------------- | ------------- | ---------------------------------- | -------------------- |
| 2 августа 2013 | 11:00:00      | Смешанная эстафета 2×3 км + 2×4 км | взрослые             |
| 2 августа 2013 | 14:00:00      | Смешанная эстафета 2×3 км + 2×4 км | юниоры               |
| 3 августа 2013 | 11:00:00      | Спринт 4 км, мужчины               | взрослые             |
| 3 августа 2013 | 11:20:30      | Спринт 4 км, мужчины               | юниоры               |
| 3 августа 2013 | 14:00:00      | Спринт 3 км, женщины               | взрослые             |
| 3 августа 2013 | 14:16:00      | Спринт 3 км, женщины               | юниоры               |
| 4 августа 2013 | 11:00:00      | Гонка преследования 6 км, мужчины  | взрослые             |
| 4 августа 2013 | 11:45:00      | Гонка преследования 6 км, мужчины  | юниоры               |
| 4 августа 2013 | 14:00:00      | Гонка преследования 5 км, женщины  | взрослые             |
| 4 августа 2013 | 14:45:00      | Гонка преследования 5 км, женщины  | юниоры               |

## Призёры

### Взрослые
| Гонка:                                                     | Золото:                                                                       | Время                                               | Серебро:                                                                                  | Время                                             | Бронза:                                                                | Время                                               |
| Смешанная эстафета 2×3 км + 2×4 км 2 августа 2013 Протокол | Украина · Светлана Крикончук · Татьяна Трачук · Иван Моравский · Игорь Гарбуз | 59.19,9 (0+0)(0+1) (0+3)(0+3) (0+3)(0+0) (0+0)(0+3) | Россия · Александра Валишина · Ирина Кудринская · Александр Качановский · Сергей Баландин | +43,0 (0+1)(2+3) (0+1)(0+3) (1+3)(0+0) (0+0)(0+0) | Германия · Юдит Вагнер · Тордис Арнольд · Тобиас Гиринг · Михаэль Герр | +2.18,9 (0+1)(0+1) (0+1)(0+0) (0+2)(3+3) (0+2)(0+2) |
| Спринт, 4 км мужчины 3 августа 2013 Протокол               | Сергей Баландин · Россия                                                      | 15.02,1 (0+0)                                       | Руслан Насыров · Узбекистан                                                               | +8,7 (2+2)                                        | Александр Качановский · Россия                                         | +11,6 (0+2)                                         |
| Гонка преследования, 6 км мужчины 4 августа 2013 Протокол  | Сергей Баландин · Россия                                                      | 23.13,1 (0+1+0+0)                                   | Индрек Тобрелутс · Эстония                                                                | +24,2 (3+0+1+1)                                   | Руслан Насыров · Узбекистан                                            | +35,6 (3+1+1+3)                                     |
| Спринт, 3 км женщины 3 августа 2013 Протокол               | Юдит Вагнер · Германия                                                        | 12.32,3 (0+2)                                       | Павла Шорная · Чехия                                                                      | +2,6 (2+1)                                        | Ирина Кудринская · Россия                                              | +29,4 (1+1)                                         |
| Гонка преследования, 5 км женщины 4 августа 2013 Протокол  | Павла Шорная · Чехия                                                          | 23.10,6 (1+2+2+2)                                   | Юдит Вагнер · Германия                                                                    | +11,7 (1+1+1+3)                                   | Елена Яркова · Россия                                                  | +40,3 (0+2+1+1)                                     |

### Юниоры
| Гонка:                                                     | Золото:                                                                            | Время                                                 | Серебро:                                                                   | Время                                               | Бронза:                                                                 | Время                                               |
| Смешанная эстафета 2×3 км + 2×4 км 2 августа 2013 Протокол | Россия · Маргарита Яростова · Лейсан Бикташева · Кирилл Комаров · Георгий Сенников | 1:00.52,1 (0+1)(0+2) (0+2)(0+3) (0+1)(1+3) (0+2)(2+3) | Украина · Ирина Беган · Юлия Журавок · Владислав Деркач · Александр Дудков | +2.33,9 (0+2)(1+3) (0+2)(0+0) (0+3)(3+3) (1+3)(2+3) | Германия · Анна Вальс · Лиза Келлерман · Кристиан Гесс · Хендрик Бернер | +3.18,2 (3+3)(0+2) (4+3)(3+3) (0+3)(3+3) (1+3)(2+3) |
| Спринт, 4 км мужчины 3 августа 2013 Протокол               | Георгий Сенников · Россия                                                          | 15.56,3 (2+2)                                         | Хендрик Бернер · Германия                                                  | +26,7 (0+2)                                         | Павел Шелковкин · Россия                                                | +39,4 (2+1)                                         |
| Гонка преследования, 6 км мужчины 4 августа 2013 Протокол  | Георгий Сенников · Россия                                                          | 25.17,8 (2+3+2+3)                                     | Александр Дудков · Украина                                                 | +57,3 (0+0+0+0)                                     | Кирилл Комаров · Россия                                                 | +1.12,7 (4+3+1+0)                                   |
| Спринт, 3 км женщины 3 августа 2013 Протокол               | Лейсан Бикташева · Россия                                                          | 13.07,4 (0+4)                                         | Юлия Журавок · Украина                                                     | +10,2 (1+1)                                         | Маргарита Яростова · Россия                                             | +28,5 (1+1)                                         |
| Гонка преследования, 5 км женщины 4 августа 2013 Протокол  | Юлия Журавок · Украина                                                             | 23.12,3 (0+1+0+0)                                     | Лейсан Бикташева · Россия                                                  | +48,6 (2+1+2+2)                                     | Маргарита Яростова · Россия                                             | +2.47,3 (1+0+2+2)                                   |

## Медальный зачёт

### Общий
| Место | Страна     | Gold medal icon.svg | Silver medal icon.svg | Bronze medal icon.svg | Всего |
| ----- | ---------- | ------------------- | --------------------- | --------------------- | ----- |
| 1     | Россия     | 6                   | 2                     | 7                     | 15    |
| 2     | Украина    | 2                   | 3                     | 0                     | 5     |
| 3     | Германия   | 1                   | 2                     | 2                     | 5     |
| 4     | Чехия      | 1                   | 1                     | 0                     | 2     |
| 5     | Узбекистан | 0                   | 1                     | 1                     | 2     |
| 6     | Эстония    | 0                   | 1                     | 0                     | 1     |

### Взрослые
| Место | Страна     | Gold medal icon.svg | Silver medal icon.svg | Bronze medal icon.svg | Всего |
| ----- | ---------- | ------------------- | --------------------- | --------------------- | ----- |
| 1     | Россия     | 2                   | 1                     | 3                     | 6     |
| 2     | Германия   | 1                   | 1                     | 1                     | 3     |
| 3     | Чехия      | 1                   | 1                     | 0                     | 2     |
| 4     | Украина    | 1                   | 0                     | 0                     | 1     |
| 5     | Узбекистан | 0                   | 1                     | 1                     | 2     |
| 6     | Эстония    | 0                   | 1                     | 0                     | 1     |

### Юниоры
| Место | Страна   | Gold medal icon.svg | Silver medal icon.svg | Bronze medal icon.svg | Всего |
| ----- | -------- | ------------------- | --------------------- | --------------------- | ----- |
| 1     | Россия   | 4                   | 1                     | 4                     | 9     |
| 2     | Украина  | 1                   | 3                     | 0                     | 4     |
| 3     | Германия | 0                   | 1                     | 1                     | 2     |